# Муцуура (княжество)
Княжество Муцуура (яп.  六浦藩 Муцуура-хан) — феодальное княжество (хан) в Японии периода Эдо (1722—1871). Муцуура-хан располагался в южной части провинции Мусаси (современная префектура Канагава) на острове Хонсю.

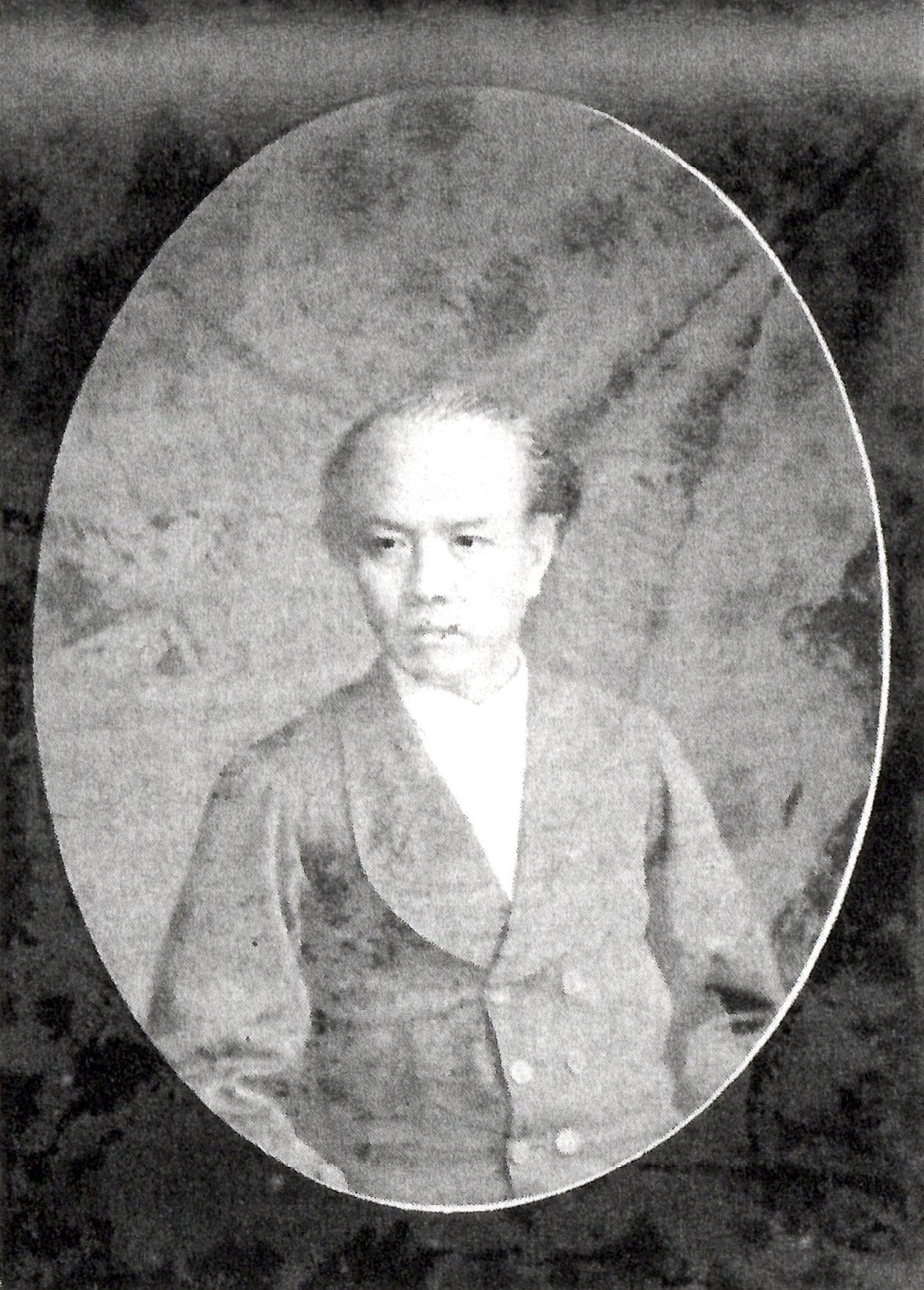
Ёнекура Масакото, последний (8-й) даймё Муцуура-хана

Княжество Муцуура состояло из двух отдельных географических районов — земли в районе Кураги (провинция Мусаси) и земли в районе Осуми (провинция Сагами), резиденция хана — Муцуура jin’ya в провинции Мусаси (сейчас — район Канадзава, город Иокогама, префектура Канагава).
Другие название хана: Мусаси-Канадзава-хан (武蔵金沢藩), Бусю-Канадзава-хан (武州金沢藩).

## История
Род Ёнекура, бывшие вассалы клана Такэда из провинции Каи, принес присягу на верность Токугава Иэясу после уничтожения клана Такэда Одой Нобунагой. Ёнекура служили в качестве хатамото в сёгунате Токугава после битвы при Сэкигахаре. Ёнекура Масатада (1637—1699) был фаворитом сёгуна Токугава Цунаёси, быстро рос по служебной лестнице, пока не достиг поста вакадосиёри в 1696 году. Его доход был увеличен до 10 000 коку, что давало ему статус даймё. В 1696 году Ёнекура Масатада получил во владение Канадзава-хан, а в 1699 году он был переведен в Минагава-хан в провинции Симоцукэ. Ему наследовал его старший сын, Ёнекура Массаки (1673—1702), 2-й даймё Минагава-хана в 1699—1702 годах. Его преемником стал его второй сын, Ёнекура Масатеру (1683—1712). Он усыновил сына Янагисавы Ёсиясу, фаворита сёгуна Токугава Цунаёси, который принял фамилию Ёнекура Тадасукэ (1706—1736). В 1712 году после смерти своего приёмного отца он стал 4-м даймё Минагава-хана. В 1722 году Ёнекура Тадасукэ был переведен в Муцуура-хан в провинции Мусаси.
Сёгунат Токугава не разрешил Муцуура-хану строительство собственного замка, поэтому был построен лишь jin’ya (укрепленный дом). Княжество состояло из ряда разрозненных владений: Канадзава, Иокогама, Хадано и Хирацука. Резиденция даймё находилась в современном городе Иокагама, а семейный родовой храм — в Хадано.
В течение периода Бакумацу Ёнекура Масакото, последний (8-й) даймё Муцуура-хана (1860—1871), перешел на сторону нового императорского правительства Мэйдзи во время Войны Босин. Его княжество в июне 1868 году было переименовано в Муцуура-хан, чтобы избежать путаницы с Канадзава-ханом в провинции Кага.
В июле 1871 года после административно-политической реформы Муцуура-хан был ликвидирован. На территории бывшего княжества была создана префектура Муцуура, которая в ноябре того же года стала частью префектуры Канагава.

## Список даймё
- Род Ёнекура (фудай-даймё) 1722—1871

| # | Имя и годы жизни                            | Годы правления | Титул          | Ранг                    | Кокудара     | Примечания                                                                                         |
| - | ------------------------------------------- | -------------- | -------------- | ----------------------- | ------------ | -------------------------------------------------------------------------------------------------- |
| 1 | Ёнекура Тадасукэ (1706-1736) (яп. 米倉忠仰) | 1722-1735      | Танго-но-ками  | Пятый нижний (従五位下) | 12,000 коку  | Шестой сын Янагисавы Ёсиясу (1658—1714)                                                            |
| 2 | Ёнекура Сатонори (1733-1749) (яп. 米倉里矩) | 1735-1749      | Танго-но-ками  |                         | 12,000 коку  | Старший сын предыдущего                                                                            |
| 3 | Ёнекура Масахару (1728-1786) (яп. 米倉昌晴) | 1749-1786      | Танго-но-ками  | Пятый нижний (従五位下) | 12,000 коку  | Второй сын хатамото Ёнекура Масанори, приёмный сын предыдущего                                     |
| 4 | Ёнекура Масаката (1758-1798) (яп. 米倉昌賢) | 1786-1798      | Нагато-но-ками | Пятый нижний (従五位下) | 12,000 коку  | Второй сын Ёнекура Масахару                                                                        |
| 5 | Ёнекура Масаёси (1777-1817) (яп. 米倉昌由)  | 1798-1803      | Танго-но-ками  | Пятый нижний (従五位下) | 12,000 коку  | Зять и приёмный сын предыдущего                                                                    |
| 6 | Ёнекура Масанори (1784-1812) (яп. 米倉昌俊) | 1803-1812      | Танго-но-ками  | Пятый нижний (従五位下) | 12,000 кокуu | Девятый сын Мидзуно Кадаканэ (1744—1818), даймё Карацу-хана (1775—1805), приёмный сын предыдущего  |
| 7 | Ёнекура Масанага (1793-1863) (яп. 米倉昌寿) | 1812-1860      | Танго-но-ками  | Пятый нижний (従五位下) | 12,000 коку  | Третий сын Куцуки Масацуны (1750—1802), даймё Фукутияма-хана (1787—1800), приёмный сын предыдущего |
| 8 | Ёнекура Масакото (1837-1909) (яп. 米倉昌言) | 1860-1871      | Танго-но-ками  | Третий (従三位), виконт | 12,000 коку  | Шестой сын предыдущего                                                                             |